# Robert de Strathearn
Robert de Strathearn (mort vers 1244) est le 4e comte de Strathearn de vers 1223 à sa mort.

## Biographie
Robert est le 4e fils de  Gille Brigte de Strathearn et de son épouse Matilde. Il apparaît pour la première fois dans les sources en 1199, quand avec ses frères il est témoin des chartes délivrée par leur père en faveur de l'abbaye d'Inchaffray. Vers 1210, ses trois frères ainés sont morts, et il devient l'héritier du comté de Strathearn. En 1219 il confirme comme héritier présomptif toutes les donations de son père à la même abbaye, et après son accession comme comte vers  1223, il fait vœu de ne jamais troubler les moines dans la jouissance de leurs possessions.
A coté de son implication dans les affaires de l'abbaye il intervient  dans les affaires du royaume en 1237 lorsqu'il voyage jusqu'à York avec le roi Alexandre II d'Écosse, afin de négocier les clauses du Traité de York avec Henri III d'Angleterre. Le comte Robert meurt avant avril 1244.

## Union et postérité
Le nom de l'épouse du comte Robert est inconnue, mais elle lui survit et est toujours vivante après 1247. Ils ont  trois fils et deux filles :
- Malise II de Strathearn, qui lui succède comme comte.
- Hugh, qui devient moine et meurt vers 1290.
- Gille Brigte/Gilbert, qui obtient les seigneuries de Durie et Belnollo en Fife, et devient l'ancêtre des Duries of that Ilk
- Annabella, qui épouse d'abord John de Restalrig, puis Sir Patrick Graham of Kincardine, qui est tué lors de la Bataille de Dunbar
- Marie, épouse de Sir John Johnstone